# Luiz Gonzaga Peluso
Dom Luiz Gonzaga Peluso (Bragança Paulista, 8 de julho de 1907 — Cachoeiro do Itapemirim, 7 de novembro de 1993) foi um bispo católico brasileiro das dioceses de Lorena e de Cachoeiro do Itapemirim. Era tio do Ministro Antonio Cezar Peluso, integrante do Supremo Tribunal Federal (2003-2012).